# Pedro Betancourt (Cuba)
Pedro Betancourt es un municipio de Cuba, ubicado en la provincia de Matanzas. Tiene una extensión territorial de 387 km² y una población estimada al 2017 de 30 824 habitantes, lo que representa una densidad de 79,64 hab./km². El municipio se encuentra a una altitud media de 25 m sobre el nivel del mar.

## Geografía
Limita al norte con el municipio de Limonar, al noreste con el municipio de  Jovellanos, al sureste con el municipio de Jagüey Grande y al oeste con el municipio de Unión de Reyes, todos ellos de la provincia de Matanzas.
El clima del municipio es cálido y húmedo, con inviernos suaves y veranos calurosos. Las temperaturas extremas rondan la mínima de 12 °C en invierno y 35 °C en verano.
No existen ríos permanentes, solo algunos cursos de agua estacionales que adquieren cierto caudal durante la temporada de lluvias, coincidente con la temporada estival.

## Historia

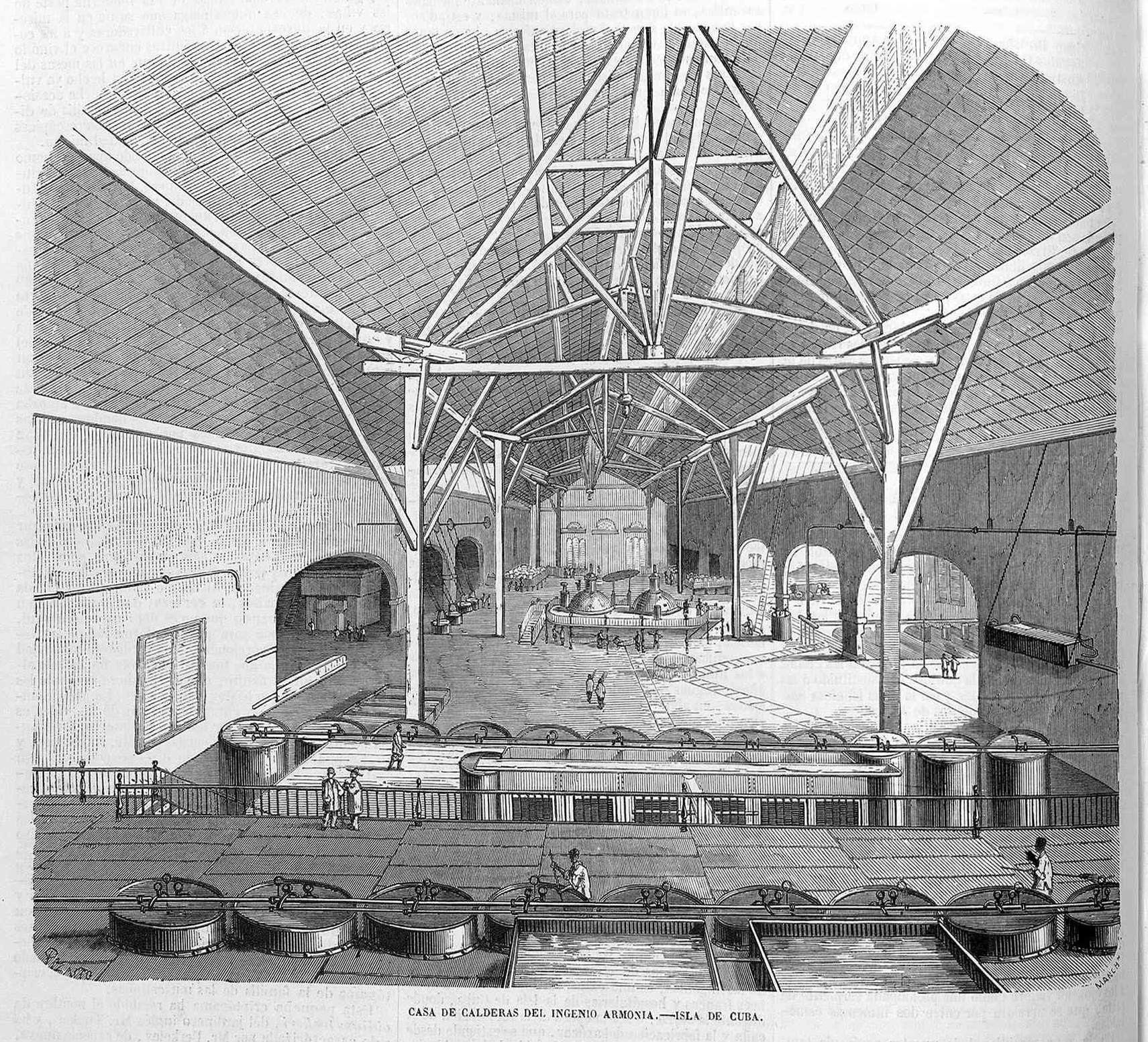
Casa de calderas del ingenio Armonía (El Museo Universal, 1862)

El área que actualmente ocupa el municipio es la que antiguamente era conocida como Corral Falso de Macuriges, renombrada en honor del médico y político cubano Pedro Betancourt Dávalos. La localidad fue fundada en 1833. Aparece descrita en el segundo tomo del Diccionario geográfico, estadístico, histórico, de la isla de Cuba de Jacobo de la Pezuela de la siguiente manera:

Corral Falso. (pueblo de). Está situado sobre las tierras llanas y anegadizas del hato de Macuriges. Se compone de 99 casas y 335 habitantes y está rodeado de varias lagunas y fincas de todas clases. Residen en él el capitan pedáneo del Part.º de Macuriges, del cual es cabeza, y el cura párroco. La fundacion de este pueblo tuvo lugar en 1833, en cuyo año se trasladó á él la parroquia de Macuriges, que por ese tiempo se hallaba en el corral Gonzalo, habiendo sido su feligresía una de las mas antiguas y estensas de la isla. Se le agregaron sucesivamente las tenencias auxiliares de Los Palos, Alacranes, Madruga, San Antonio y San Nicolás. Actualmente es parroquia de ascenso, y al personal que le corresponde por su clase para el servicio del culto no abona cantidad alguna la Real Hacienda, por cubrir suficientemente sus respectivas consignaciones los derechos que recauda.—El censo de 1841 señalaba ya á esta poblacion con 228 habitantes; y el Cuadro Estadístico que se publicó en 1846 con 317. Se componia ya en aquel año de 3 calles con 30 edificios la mayor parte de madera y tejas, además de la iglesia situada en la plaza y construida de estos mismos materiales, y un cuartel para infanteria y caballería que era de mampostería. Aunque por los guarismos que arrojan estos datos su caserío se ha triplicado, no ha sucedido lo mismo con su vecindario, que es casi igual al de aquella época, aunque haya tenido elementos bastantes para desarrollarse de una manera rápida.—Este pueblo es de bastante tráfico, y centro de un gran comercio de trasporte que se hace principalmente por el ferro-carril. Sus establecimientos de comercio é industriales son: una albeitería, una botica, 15 tiendas mistas, 7 panaderías, 3 sastrerías, una herrería, 2 cafés y billares, 2 talabarterías, 3 zapaterías, 3 fondas y posadas, 2 carpinterías y 2 fruterías.—La instruccion públcia de su vecindario que se compone de 224 blancos, 63 libres de color y 48 esclavos está costeada por los fondos municipales y la reciben en 2 escuelas de primeras letras, una destinada para varones y otra para hembras, á las cuales concurrian á mediados de 1862, 91 alumnos de toda edad y sexo.—Hay una administracion de correos que es de 3.ª clase y un comisionado para el espendio de billetes de la lotería con 32 ps. fs. por cada sorteo, presuponiéndose en 1862 por lo que se calculó percibiría por este concepto 672 ps. fs. Reside tambien en esta poblacion un subdelegado de medicina y cirugía.—A la entrada del pueblo está el paradero, que es uno de los del ferro-carril de Matanzas. Tiene fonda para los viageros y es un edificio sencillo pero bien situado. Dista 3 millas al E. S. E. del paradero de Navajas y 8 al O. N. O. del de la Isabel, y por la vía férrea 39 millas inglesas al S. E. de Matanzas, 32 1/4 de Cárdenas y 98 3/4 de la Habana.—Cruza además á este pueblo un camino de travesía que se dirige al interior desde la prolongacion del ferro-carril á la Isabel. Se halla á 7 leguas de Colon ó Nueva Bermeja que es su cabecera jurisdiccional, á 18 de la Macagua, á 7 al E. de Alacranes y á 4 al S. E. de Bemba.
(Pezuela, 1863, pp. 143-144)

## Economía
Las principales actividades económicas del municipio se relacionan con distintas exploraciones agropecuarias, como el cultivo de arroz, y tabaco. El municipio se destaca por su producción apícola, con más de 1000 colmenas en producción.

## Personas notables
Algunas destacadas figuras de la cultura cubana como el compositor Arsenio Rodríguez, el cantante Barbarito Díez y la poetisa María Villar Buceta son originarias del municipio.